# Islam au Lesotho
L'islam n'est présent au Lesotho que de façon résiduelle,. La communauté ahmadie affirme qu'elle compte 350 membres dans le pays.